# Моби Дик
«Мо́би Дик, или Бе́лый кит» (англ. Moby-Dick, or The Whale, 1851) — основная работа Германа Мелвилла, итоговое произведение литературы американского романтизма. Длинный роман с многочисленными лирическими отступлениями, проникнутый библейской образностью и многослойным символизмом, не был понят и принят современниками. Переоткрытие «Моби Дика» произошло в 1920-е годы.
Роман посвящён американскому писателю-романтику Натаниэлю Готорну, близкому другу автора, «в знак преклонения перед его гением».
Самым известным иллюстратором «Моби Дика» стал художник Рокуэлл Кент.

## Сюжет
Повествование ведётся от имени американского моряка Измаила, ушедшего в рейс на китобойном судне «Пекод», капитан которого, Ахав (отсылка к библейскому Ахаву), одержим идеей мести гигантскому белому киту, убийце китобоев, известному как Моби Дик (в предыдущем плавании по вине кита Ахав потерял ногу, и с тех пор капитан использует протез).
Ахав приказывает постоянно наблюдать за морем и обещает золотой дублон тому, кто первым заметит Моби Дика. На корабле начинают происходить зловещие события. Выпав из лодки во время охоты на китов и проведя ночь на бочке в открытом море, сходит с ума юнга корабля, мальчик Пип.
В конце концов «Пекод» настигает Моби Дика. Погоня продолжается три дня, за это время три раза команда корабля пытается загарпунить Моби Дика, но он каждый день разбивает вельботы. На второй день погибает перс-гарпунер Федалла, который предсказал Ахаву, что он (Федалла) уйдёт перед ним. На третий день, когда корабль дрейфует невдалеке, Ахав бьёт гарпуном Моби Дика, запутывается в лине и тонет. Моби Дик полностью уничтожает лодки и их экипаж, кроме Измаила. От удара Моби Дика тонет и сам корабль вместе со всеми, кто на нём оставался.
Измаила спасает пустой гроб (приготовленный заранее одному из китобоев, не пригодившийся и затем переоборудованный в спасательный буй), как пробка, всплывающий рядом с ним — схватившись за него, он остаётся в живых. На следующий день его подбирает проплывавшее мимо судно «Рахиль».
Роман содержит множество отступлений от сюжетной линии. Параллельно развитию фабулы автор приводит множество сведений, так или иначе связанных с китами и китобойным промыслом, что делает роман своего рода «китовой энциклопедией». С другой стороны, Мелвилл перемежает такие главы рассуждениями, имеющими под практическим смыслом второе, символическое или аллегорическое, значение. Кроме того, он часто подшучивает над читателем, под видом поучительных историй рассказывая небылицы.

## Историческая основа
Фабула романа во многом основана на реальном случае, произошедшем с американским китобойным судном «Эссекс». Судно водоизмещением 238 тонн вышло на промысел из порта в штате Массачусетс в 1819 году. В течение почти полутора лет экипаж бил китов в южной части Тихого океана, пока один крупный (по оценкам около 26 метров в длину при нормальном размере около 20 м) кашалот не положил этому конец. 20 ноября 1820 года в Тихом океане китобойное судно было несколько раз протаранено гигантским китом.
20 матросов на трёх крошечных шлюпках добрались до необитаемого острова Хендерсон, входящего ныне в состав британских островов Питкерн. На острове была большая колония морских птиц, которая стала для моряков единственным источником пищи. Дальнейшие пути моряков разделились: трое остались на острове, а большая часть решила отправиться на поиски материка. От высадки на ближайшие известные острова отказались — боялись местных племён каннибалов, решили доплыть до Южной Америки. Голод, жажда и каннибализм погубили почти всех. 18 февраля 1821, спустя 90 дней после гибели «Эссекса», британским китобойным судном «Индиан» был подобран вельбот, в котором спаслись первый помощник капитана «Эссекса» Чейз и два других моряка. Спустя пять дней китобойным судном «Дофин» были спасены находившиеся во втором вельботе капитан Поллард и ещё один моряк. Третий вельбот пропал в океане. Три моряка, оставшиеся на острове Хендерсон, были спасены 5 апреля 1821 года. Всего из 20 членов экипажа «Эссекса» в живых остались 8 человек. Первый помощник Чейз написал книгу об этом происшествии.
В основу романа лёг также и собственный опыт Мелвилла в китобойном промысле — в 1840 году он в качестве юнги ушёл в плавание на китобойном судне «Акушнет», на котором провёл более полутора лет. Некоторые из его тогдашних знакомых попали на страницы романа в качестве персонажей, к примеру, Мелвин Бредфорд, один из совладельцев «Акушнета», выведен в романе под именем Вилдада, совладельца «Пекода».

## Влияние
Вернувшись из забвения в середине XX века, «Моби Дик» прочно вошёл в число хрестоматийных произведений американской литературы.
Роман входит во Всемирную библиотеку (список наиболее значимых произведений мировой литературы Норвежского книжного клуба).
- Потомок Г. Мелвилла, работающий в жанрах электронной музыки, попа, рока и панка, взял псевдоним в честь белого кита — Моби.
- Американская компания по продаже кофе и одноимённая сеть кофеен Starbucks названа в честь персонажа романа «Моби Дик» Германа Мелвилла – первого помощника капитана Старбека.
- В датском мультфильме «Самсон и Салли[англ.]» (1984) Моби Дик является для китов полумифическим героем, который, как считается, однажды вернётся, чтобы спасти океан от людей. Главный герой мультфильма — также белый кашалот.
- Группа Led Zeppelin написала инструментальную композицию «Moby Dick».
- Группа Ahab, исполняющая funeral doom metal, использует образы из книги.
- Российская рок-группа «Театр Теней» в 2006 году также использует образ «гроба» и «кита» из произведения Германа Мелвилла в песне «Моби Дик» из альбома Зверь.
- В тринадцатом эпизоде «Где-то за морем» первого сезона телесериала «Секретные материалы», персонаж телесериала Дана Скалли в разговоре с её отцом обращается к нему: «Счастливого плавания, Ахав!»
- У американской Сладж-метал группы Mastodon, имеется альбом Leviathan, концепция которого базируется на книге.
- В самом начале видеоигры Metal Gear Solid V: The Phantom Pain, лечащий врач даёт имя Ахав своему подопечному — главному герою. Также стоит отметить, что сосед Ахава по палате, с которым тот в начале игры выбрался из больницы, представился Измаилом. Вертолет, в котором перемещается герой, носит позывной ‘Пекод’. Изначально игра была представлена под названием Phantom Pain от ранее не известной студии Moby Dick.
- В игре Limbus Company есть женский персонаж по имени Измаил, противницей которой является антагонистка пятой главы, женщина-капитан Ахав. Также в главе Измаил присутствует множество отсылок на оригинальное произведение.

## Экранизации
Роман неоднократно экранизировался в разных странах, начиная с 1926 года. Наиболее известной постановкой по книге является фильм Джона Хьюстона 1956 года с Грегори Пеком в роли капитана Ахава. В создании сценария этого фильма принимал участие Рэй Брэдбери; впоследствии Брэдбери написал рассказ «Банши» и роман «Зелёные тени, Белый Кит», посвящённые работе над сценарием.
- 1926 — «Морское чудовище» (в главной роли — Джон Берримор)
- 1930 — «Моби Дик» (в главной роли — Джон Берримор)
- 1956 — «Моби Дик» (в главной роли — Грегори Пэк)
- 1972 — «Моби Дик» — фильм-спектакль (СССР). Реж. Виктор Щеглов, в ролях — Исаак Кастрель, Валентин Смирнитский, Леонид Каневский, Григорий Лямпе, Ю. Лихачев, Т. Селезнева, А. Васин.
- 1998 — «Моби Дик» — мини-сериал (в главной роли — Патрик Стюарт)
- 1999 — «Моби Дик» — мультфильм в технике живопись по стеклу реж. Наталья Орлова
- 2007 — «Капитан Ахав» (Франция-Швеция, режиссёр Филип Рамо (Philippe Ramos))
- 2010 — «Моби Дик: Охота на монстра» (в главной роли — Барри Боствик)
- 2011 — мини-сериал «Моби Дик» (в главной роли — Уильям Хёрт)
- 2011 — «Эра драконов» (США, в роли Ахава — Дэнни Гловер, Измаила — Кори Сэвер) — фантастический боевик по мотивам романа.
- 2013 — «Кит[англ.]» — британский фильм Олрика Райли
- 2015 — «В сердце моря» (в главной роли — Крис Хемсворт, Том Холланд, Киллиан Мёрфи, Бенджамин Уокер).